# Tomosvaryella pulchra
Tomosvaryella pulchra är en tvåvingeart som beskrevs av Kozanek 1992. Tomosvaryella pulchra ingår i släktet Tomosvaryella och familjen ögonflugor.
Artens utbredningsområde är Mongoliet. Inga underarter finns listade i Catalogue of Life.